# Synophis zamora
Espèce
Synophis zamora est une espèce de serpents de la famille des Dipsadidae.

## Répartition
Cette espèce est endémique de la province de Zamora-Chinchipe en Équateur. Elle se rencontre entre 1 543 et 1 843 m d'altitude.

## Description
Le mâle holotype mesure 349 mm de longueur standard et  185 mm de queue.

## Étymologie
Son nom d'espèce lui a été donné en référence au lieu de sa découverte, le río Zamora et la province de Zamora-Chinchipe.

## Publication originale
- Torres-Carvajal, Echevarría, Venegas, Chávez & Camper, 2015 : Description and phylogeny of three new species of Synophis (Colubridae, Dipsadinae) from the tropical Andes in Ecuador and Peru. ZooKeys, no 546, p. 153-179 (texte intégral).